# Puccinia saxifragae-ciliatae
Puccinia saxifragae-ciliatae är en svampart som beskrevs av Barclay 1889. Puccinia saxifragae-ciliatae ingår i släktet Puccinia och familjen Pucciniaceae.   Inga underarter finns listade i Catalogue of Life.